# MUV 73
MUV 73 (úvodní zkratka je odvozena z označení „motorový univerzální vozík“ a je užívaná i pro drezíny na ostatních železnicích) je pracovní drezína k údržbě kolejového svršku a k přepravě čety pracovníků spolu s materiálem po železničních tratích o rozchodu 1435 milimetrů. V počtu osmi kusů, označených M1–M8 (resp. MUV 73.001–008, nikoliv v tomto pořadí), je využíván Dopravním podnikem hlavního města Prahy na tratích pražského metra.

## Popis

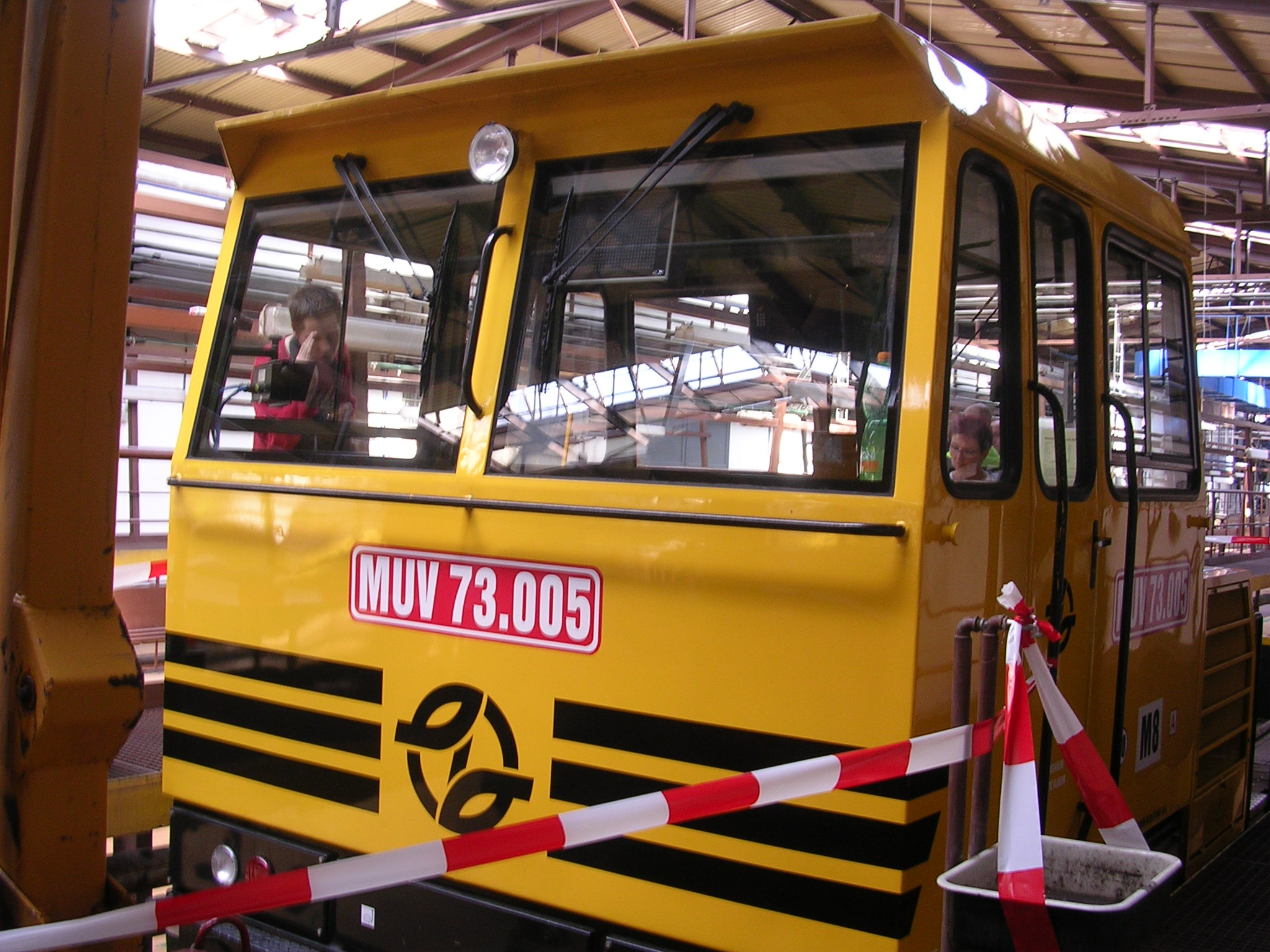
Kabina vozíku

Vozíky byly postaveny v letech 2002–2004 Jihlavskou lokomotivní společností na pojezdu a rámu starších motorových vozíků pražského Dopravního podniku MUV 72M (M1–M5 z roku 1974) a MUV 69 (M6–M8 z let 1981/1982). Vpředu umístěná kabina má tvar skříňového typu a u předního i zadního čela má umístěn ovládací pulty určené pro řízení. Na obou bočních stranách kabiny se nacházejí dveře. Prostor uvnitř kabiny je možné využít k přepravě až čtyř osob. Zadní část vozidla je vybavená plošinou sloužící pro přepravu materiálu.

### Motor
Univerzální vozík je poháněn dieselovým motorem značky Deutz (Deutz BF 6M 1013C) s výkonem 120 kW. Motor je umístěn kolmo vzhledem k podélné ose vozítka v kapotovaném krytu za jeho kabinou. Motor je poháněn motorovou naftou, které se do nádrží vozíku vejde 220 litrů. Přenos výkonu motoru na hnací nápravy je proveden elektricky (střídavě stejnosměrně), a z toho důvodu je k motoru připojen trakční alternátor Siemens Drásov 1FC2 282-4. Ten je pomocí pevného spojení uchycen k mezirámu, jenž je pružnými pryžokovovými bloky uložen přímo na rámu vozidla. Pro pohon kompresoru a nabíjecího alternátoru jsou použity klínové řemeny. Trakční alternátor Siemens Drásov napájí přes trakční usměrňovač dva trakční motory TE 023, jež jsou zapojeny do série. Tyto motory jsou spolu s čelní převodovkou na nápravě uloženy pomocí valivých ložisek. Chlazení motoru vozidla je kapalinové.

### Brzdy
Na vozíku je využívána vzduchotlaková brzda ovládaná brzdičem DAKO-BP, jímž je řízen i případný brzdič přívěsu, který plní okruh samočinné brzdy motorového vozu a lze s jeho pomocí brzdit a odbrzďovat spolu s hnacím vozem také přívěsné vozy, které jsou za hnací vozidlo připojené. Na zajišťovací, tedy parkovací, brzdu slouží čtyři pružinové válce umístěné po dvou na každé nápravě. Brzdí-li se vzduchotlakovou brzdou, slouží tyto válce jako běžné brzdové válce s tím rozdílem, že pružina je stlačena silou pístu ve druhé komoře. Jakmile se tlakový vzduch z této komory vypustí, dojde díky pružině ve válci k vysunutí pístnice a tak k vyvození potřebné síly pro zabrzdění či zajištění vozidla.